# Dracaena talbotii
Dracaena talbotii är en sparrisväxtart som beskrevs av Alfred Barton Rendle. Dracaena talbotii ingår i släktet dracenor, och familjen sparrisväxter. Inga underarter finns listade i Catalogue of Life.